# XFree86
XFree86 je v informatice název implementace grafického prostředí (GUI) X Window System. Program byl původně napsán pro unixové operační systémy pro IBM PC kompatibilní počítače, ale nyní je k dispozici pro mnoho jiných platforem. XFree86 je svobodný a otevřený software vydaný pod licencí XFree86 verze 1.1 a vyvíjený společností XFree86 Project, Inc. Hlavním vývojářem je David Dawes.
Po většinu devadesátých let a na počátku 21. století byl tento projekt zdrojem řady inovací pro X Window System a do začátku roku 2004 byl na Linuxu a BSD používán prakticky celosvětově. V únoru roku 2004, s verzí 4.4.0, XFree86 Project přijal licenční změny, díky kterým se stal nekompatibilní s licencí GPL Free Software Foundation. Většina otevřených operačních systémů používajících XFree86 shledala potenciální právní aspekty nepřijatelné a přešla na jinou vývojovou odnož (tzv. fork) rozvětvenou v době před změnou licence.
Xouvert byla první, ale neúspěšnou odnoží (forkem). Další odnož s názvem X.Org se brzy stala dominantní. Většina XFree86 vývojářů se také přesunula do X.Org. Poslední změna do XFree86 CVS byla provedena 1. února 2009 (resp. v březnu 2013).

## Použití
Zatímco XFree86 byl používán ve většině distribucí před změnou jeho licence ve verzi 4.4.0, po změně byl většinou nahrazen jeho vývojovou větví X.Org a v dnešní době se používá jen zřídka. Poslední zbývající distribuce operačního systému používající XFree86 patří NetBSD, který ve výchozím nastavení stále v některých distribucích používá verzi 4.5.0 (ačkoli X.Org lze nainstalovat z pkgsrc).

## Architektura
XFree86 se skládá z klientských knihoven používaných pro psaní klientských X aplikací, a X serveru odpovědného za zobrazení. Klienti a servery komunikují prostřednictvím X protokolu, který jim umožňuje běžet na různých počítačích.
XFree86 server komunikuje s hostitelským jádrem operačního systému a řídí vstupní a výstupní zařízení s výjimkou grafických karet. Ty jsou přímo řízeny XFree86, takže musí obsahovat vlastní ovladače pro všechny grafické karty které uživatel může mít.
Od verze 4.0, XFree86 podporuje některé grafické karty s akcelerací 3D přes GLX a DRI rozšíření.
Vzhledem k tomu, že server obvykle potřebuje nízkoúrovňový přístup k hardwaru grafické karty, tak na mnoha sestavách potřebuje být spuštěn jako s právy superuživatele (v unixových systémech s UID 0). Nicméně, na některých operačních systémech je možné spustit server s právy běžného uživatele (pomocí tzv. capability-based security).
Je také možné použít XFree86 nad framebufferem, který zobrazuje grafická karta.
Na typickém POSIXovém systému, obsahuje konfigurační soubory adresář /etc/X11. Základní konfigurační soubor je /etc/X11/XF86Config (nebo XF86Config-4), který obsahuje proměnné o monitoru, klávesnici a grafické kartě. Program xf86config je často používán, ačkoli xf86cfg se vyskytuje s XFree86 serverem a je jistě příjemnější. Mnoho distribucí Linuxu často obsahuje konfigurační nástroj, který se ještě snadněji používá (jako např. debconf na Debianu) nebo autodetekční systémy rozpoznávající většinu nastavení (Anaconda na Red Hat Linux a Fedoře, YaST na SUSE a Mandriva Linux).

## Historie

### Raná historie a pojmenování
Projekt byl zahájen v roce 1992, kdy David Wexelblat, Glenn Lai, David Dawes a Jim Tsillas spojili své síly, aby se podíleli na X11R5 v odhalování chyb ve zdrojovém kódu X386 X serveru (napsaném Thomasem Roellem). Tato verze byla zpočátku nazýván X386 1.2E. Protože novější verze původně freewarové X386 byla prodávána pod proprietární softwarovou licencí podle SGCS, tak to vytvářelo zmatky mezi těmito projekty. Načež po projednání byl projekt přejmenován na XFree86, jako slovní hříčka (X-three-eighty-six odpovídá X-free-eighty-six). Roell dál pokračoval s prodejem proprietárních X serverů, naposled pod názvem Accelerated-X.

### Vzestup s Linuxem
Jak Linux rostl na popularitě, XFree86 rostl s ním, jako hlavní X projekt s ovladači pro PC video karty. Do pozdních devadesátých let byl oficiální vývoj X skomírající. Většina technického pokroku byla vytvořena v rámci XFree86 projektu. V roce 1999 se stal X.Org, který vzešel z XFree86, nejoblíbenější verzí X díky podpoře mnoha hardwarových výrobců v jeho používání na Linuxu.

## Odnože XFree86

### Xwin
Krátce poté, co byl z XFree86 základního týmu vyloučen Keith Packard, tak zřídil xwin.org. I když byl Xwin prohlašován za vývojovou větev XFree86, Keith Packard to vyjasnil až později na "fóru pro účast Společenství v X". Viditelnou aktivitu Xwin vyvíjel během prvních dvou měsíců po oznámení, ale většina aktivit se odehrávala v zákulisí a Keith přesunul jeho vlastní vývoj na freedesktop.org.

### Xouvert
Xouvert byl mimo jiné později vyhlášen jako první odnož XFree86 v srpnu roku 2003. Dokonce i přes to, že vydání bylo vyhlášeno v říjnu 2003 a v dubnu 2004, ve skutečnosti ještě nebyly vydány žádné verze. Poslední změna stavu byla v březnu roku 2004 a bylo sděleno, že došlo ke zpoždění při zakládání systému řízení revizí.

### X.Org
Většina z open source Unixových operačních systémů přijaly X.Org Server místo XFree86, a většina vývojářů XFree86 přešla k X.Org.